# Коблова, Валерия Сергеевна
Вале́рия Серге́евна Коблова (урожд. Жо́лобова; род. 9 октября 1992, Егорьевск, Россия) — российская спортсменка (вольная борьба), восьмикратная чемпионка России (2011—2014, 2016, 2017, 2020, 2021), чемпионка Европы (2014), призёр чемпионатов мира (2013, 2014) и Олимпийских игр (2016). Заслуженный мастер спорта России (2014).

## Спортивная карьера
Начала заниматься борьбой в возрасте 12 лет в специализированной детско-юношеской спортивной школе олимпийского резерва «Егорий». Тренировалась под руководством Олега Чернова.
В 2011 году впервые выиграла чемпионат России и стала привлекаться в состав национальной сборной страны.
В мае 2012 года на Кубке мира в Токио победила выдающуюся японскую спортсменку Саори Ёсиду.
В том же году участвовала в Олимпийских играх в Лондоне, где заняла 5-е место в весовой категории до 55 кг.
В 2013 году завоевала золото Универсиады в Казани и бронзу на чемпионате мира в Будапеште.
В 2014 году стала чемпионкой Европы.
В 2016 году выиграла серебряную медаль Олимпийских игр в Рио-де-Жанейро в весовой категории до 58 кг (поражение в финале от Каори Итё).
В 2021 году участвовала в Олимпийских играх в Токио, где заняла 5-е место в весовой категории до 57 кг.
В 2022 году завершила спортивную карьеру и была назначена на пост главного тренера сборной Московской области по женской борьбе.

## Семья
В октябре 2012 года вышла замуж за хирурга-травматолога Дмитрия Коблова, ранее также занимавшегося борьбой. В сентябре 2019 года в их семье родилась дочь Флориана.

## Награды
- Почётная грамота Президента Российской Федерации (19 июля 2013 года).
- Медаль ордена «За заслуги перед Отечеством» I степени (25 августа 2016 года) — за высокие спортивные достижения на Играх XXXI Олимпиады 2016 года в городе Рио-де-Жанейро (Бразилия), проявленные волю к победе и целеутремлённость[6].